# فرانچسکو سرنوتو
فرانچسکو سرنوتو (انگلیسی: Francesco Cernuto؛ زادهٔ ۲۵ ژانویهٔ ۱۹۹۲) بازیکن فوتبال است.
از باشگاه‌هایی که در آن بازی کرده‌است می‌توان به باشگاه فوتبال ونتزیا اشاره کرد.